# NGC 1320
NGC 1320 (również PGC 12756) – galaktyka spiralna (Sa), znajdująca się w gwiazdozbiorze Erydanu. Odkrył ją William Herschel 20 września 1784 roku. Należy do galaktyk Seyferta typu 2.
W galaktyce tej zaobserwowano supernową SN 1994aa.